# Liste des poissons d'eau douce au Québec
Pour des articles plus généraux, voir Liste des poissons d'eau douce au Canada et Liste des poissons au Québec.

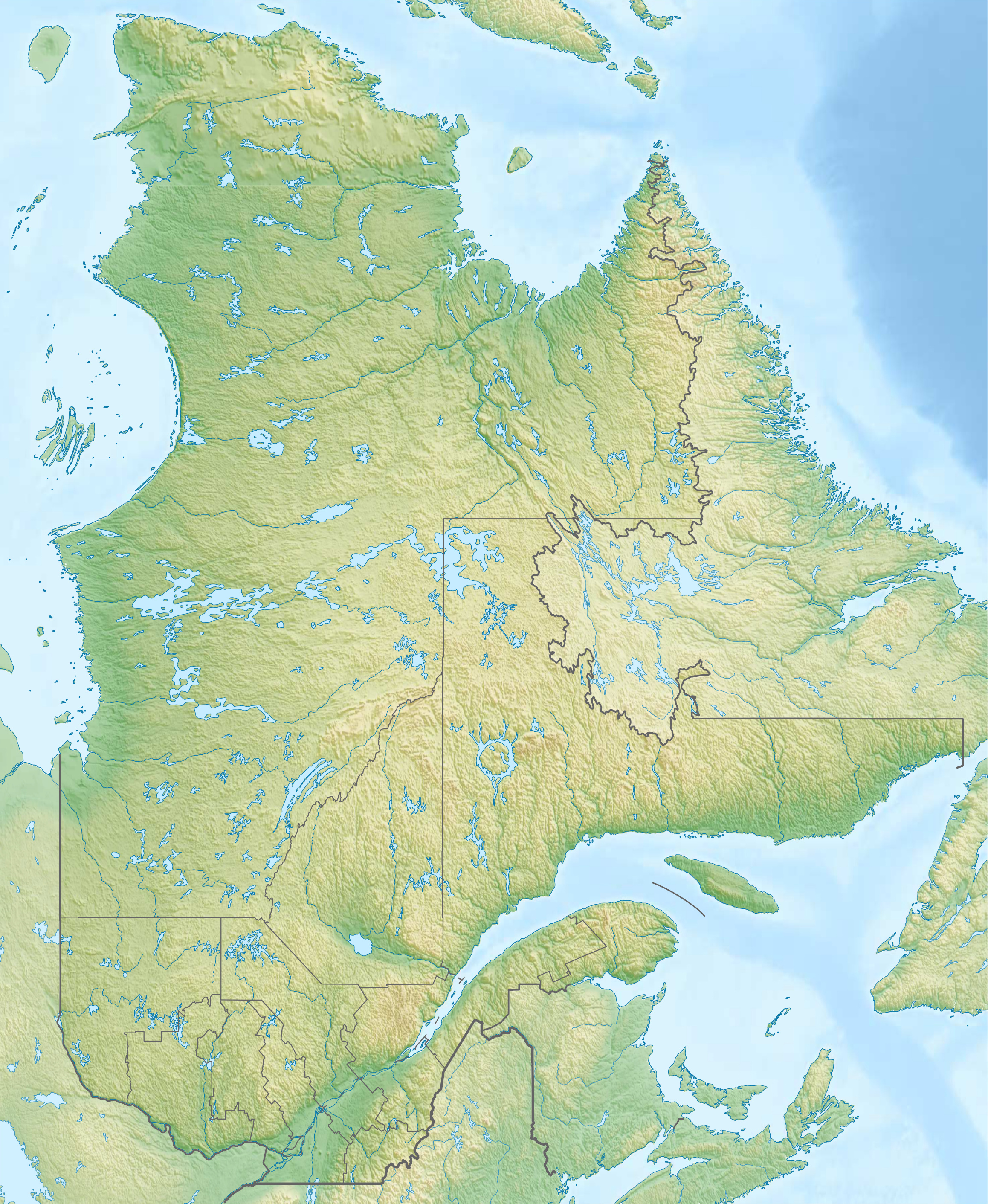
Carte topographique du Québec.

Localisation du Québec au Canada.

Cette liste commentée recense l'ichtyofaune d'eau douce au Québec. Elle répertorie les espèces de poissons dulçaquicoles québécois actuels et celles qui ont été récemment classifiées comme éteintes (à partir de l'Holocène, depuis donc 11 700 ans av. J.‑C.). Cette liste comporte 120 espèces réparties en 19 ordres et 26 familles, dont deux sont « en danger » et deux autres sont « vulnérables » (selon les critères de la liste rouge de l'UICN au niveau mondial).
Elle contient au moins douze espèces introduites sur ce territoire, qui sont plus ou moins bien acclimatées. Il peut contenir aussi des animaux non reconnus par la liste rouge de l'UICN (dix poissons ici) et ils sont classés en « non évalué » : cela étant dû notamment au manque de données, à des espèces domestiques, disparues ou éteintes avant le XVIe siècle. Il existe au Québec une espèce de poisson endémique : le Chevalier cuivré (Moxostoma hubbsi). Par contre, il n'y a pas de sous-espèce endémique.

## Statuts de la liste rouge de l'UICN
Les statuts de conservation utilisés par la liste rouge de l'UICN mondiale sont :
| (EX) | Éteint                  | Il n'y a pas le moindre doute sur le fait que le dernier spécimen recensé est mort.                                                                   |
| (EW) | Éteint à l'état sauvage | L'espèce est connue uniquement en captivité ou en tant que population naturalisée bien en dehors de son ancienne aire de répartition.                 |
| (CR) | En danger critique      | L'espèce risque prochainement de s'éteindre à l'état sauvage.                                                                                         |
| (EN) | En danger               | L'espèce fait face à un très gros risque d'extinction à l'état sauvage.                                                                               |
| (VU) | Vulnérable              | L'espèce fait face à un gros risque d'extinction à l'état sauvage.                                                                                    |
| (NT) | Quasi menacé            | L'espèce ne satisfait pas un ou plusieurs des critères prévus qui permettraient de la catégoriser, mais pourrait risquer de s'éteindre dans le futur. |
| (LC) | Préoccupation mineure   | Il n'y a pas de risque identifiable pour l'espèce. |
| (DD) | Données insuffisantes   | Il n'y a pas d'information adéquate qui permettraient de faire une évaluation des risques pour cette espèce.                                          |
| (NE) | Non évalué              | L'espèce n'a pas encore été confrontée aux critères précédents, n'est pas reconnue par l'UICN ou bien s'est éteinte avant le XVIe siècle.             |

## Classe:Céphalaspidomorphes

### Ordre:Pétromyzontiformes

#### Famille:Pétromyzontidés
| Nom vulgaire, nom binominal et citation d'auteurs               | Origine et statut au Québec | Aire de répartition | Statut UICN mondial | Image             |
| --------------------------------------------------------------- | --------------------------- | ------------------- | ------------------- | ----------------- |
| Lamproie brune Ichthyomyzon castaneus Girard, 1858              | Autochtone,                 |                     | [ 3 ]               | Lamproie brune    |
| Lamproie du Nord Ichthyomyzon fossor Reighard & Cummins, 1916   | Autochtone                  |                     | [ 4 ]               | Lamproie du Nord  |
| Lamproie argentée Ichthyomyzon unicuspis Hubbs & Trautman, 1937 | Autochtone                  |                     | [ 5 ]               | Lamproie argentée |
| Lamproie de l'Est Lethenteron appendix (DeKay, 1842)            | Autochtone                  |                     | [ 6 ]               | Lamproie de l'Est |
| Lamproie marine Petromyzon marinus Linnaeus, 1758               | Autochtone                  |                     | [ 8 ]               | Lamproie marine   |

## Classe:Actinoptérygiens

### Ordre:Acipensériformes

#### Famille:Acipenséridés
| Nom vulgaire, nom binominal et citation d'auteurs     | Origine et statut au Québec | Aire de répartition                     | Statut UICN mondial | Image           |
| ----------------------------------------------------- | --------------------------- | --------------------------------------- | ------------------- | --------------- |
| Esturgeon jaune Acipenser fulvescens Rafinesque, 1817 | Autochtone                  |                                         | [ 9 ]               | Esturgeon jaune |
| Esturgeon noir Acipenser oxyrinchus Mitchill, 1815    | Autochtone                  | Aire de répartition de l'Esturgeon noir | [ 10 ]              | Esturgeon noir  |

### Ordre:Amiiformes

#### Famille:Amiidés
| Nom vulgaire, nom binominal et citation d'auteurs | Origine et statut au Québec | Aire de répartition                   | Statut UICN mondial | Image          |
| ------------------------------------------------- | --------------------------- | ------------------------------------- | ------------------- | -------------- |
| Poisson-castor Amia calva Linnaeus, 1766          | Autochtone                  | Aire de répartition du Poisson-castor | [ 11 ]              | Poisson-castor |

### Ordre:Lépisostéiformes

#### Famille:Lépisostéidés
| Nom vulgaire, nom binominal et citation d'auteurs    | Origine et statut au Québec | Aire de répartition                     | Statut UICN mondial | Image            |
| ---------------------------------------------------- | --------------------------- | --------------------------------------- | ------------------- | ---------------- |
| Lépisosté osseux Lepisosteus osseus (Linnaeus, 1758) | Autochtone                  | Aire de répartition du Lépisosté osseux | [ 12 ]              | Lépisosté osseux |

### Ordre:Anguilliformes

#### Famille:Anguillidés
| Nom vulgaire, nom binominal et citation d'auteurs     | Origine et statut au Québec | Aire de répartition                          | Statut UICN mondial | Image               |
| ----------------------------------------------------- | --------------------------- | -------------------------------------------- | ------------------- | ------------------- |
| Anguille d'Amérique Anguilla rostrata (Lesueur, 1817) | Autochtone                  | Aire de répartition de l'Anguille d'Amérique | [ 13 ]              | Anguille d'Amérique |

### Ordre:Hiodontiformes

#### Famille:Hiodontidés
| Nom vulgaire, nom binominal et citation d'auteurs           | Origine et statut au Québec | Aire de répartition                             | Statut UICN mondial | Image                   |
| ----------------------------------------------------------- | --------------------------- | ----------------------------------------------- | ------------------- | ----------------------- |
| Laquaiche aux yeux d'or Hiodon alosoides (Rafinesque, 1819) | Autochtone                  | Carte de répartition du Laquaiche aux yeux d'or | [ 14 ]              | Laquaiche aux yeux d'or |
| Laquaiche argentée Hiodon tergisus Lesueur, 1818            | Autochtone                  |                                                 | [ 15 ]              | Laquaiche argentée      |

### Ordre:Clupéiformes

#### Famille:Clupéidés
| Nom vulgaire, nom binominal et citation d'auteurs  | Origine et statut au Québec | Aire de répartition                       | Statut UICN mondial | Image            |
| -------------------------------------------------- | --------------------------- | ----------------------------------------- | ------------------- | ---------------- |
| Alose d'été Alosa aestivalis (Mitchill, 1814)      | Erratique,                  |                                           | [ 17 ]              | Alose d'été      |
| Gaspareau Alosa pseudoharengus (Wilson, 1811)      | Autochtone                  |                                           | [ 18 ]              | Gaspareau        |
| Alose savoureuse Alosa sapidissima (Wilson, 1811)  | Autochtone                  | Aire de répartition de l'Alose savoureuse | [ 19 ]              | Alose savoureuse |
| Alose à gésier Dorosoma cepedianum (Lesueur, 1818) | Allochtone,                 | Aire de répartition de l'Alose à gésier   | [ 21 ]              | Alose à gésier   |

### Ordre:Cypriniformes

#### Famille:Catostomidés
| Nom vulgaire, nom binominal et citation d'auteurs        | Origine et statut au Québec | Aire de répartition                         | Statut UICN mondial | Image                  |
| -------------------------------------------------------- | --------------------------- | ------------------------------------------- | ------------------- | ---------------------- |
| Meunier rouge Catostomus catostomus (Forster, 1773)      | Autochtone                  | Carte de répartition du Meunier rouge       | [ 22 ]              | Meunier rouge          |
| Meunier noir Catostomus commersonii (Lacépède, 1803)     | Autochtone                  | Aire de répartition du Meunier noir         | [ 23 ]              | Meunier noir           |
| Chevalier blanc Moxostoma anisurum (Rafinesque, 1820)    | Autochtone                  | Aire de répartition du Chevalier blanc      | [ 24 ]              | Chevalier blanc        |
| Chevalier de rivière Moxostoma carinatum (Cope, 1870)    | Autochtone                  | Aire de répartition du Chevalier de rivière | [ 25 ]              | Illustration manquante |
| Chevalier cuivré Moxostoma hubbsi Legendre, 1952         | Autochtone (Endémique),     | Aire de répartition du Chevalier cuivré     | [ 26 ]              | Chevalier cuivré       |
| Chevalier rouge Moxostoma macrolepidotum (Lesueur, 1817) | Autochtone                  | Aire de répartition du Chevalier rouge      | [ 27 ]              | Chevalier rouge        |
| Chevalier jaune Moxostoma valenciennesi Jordan, 1885     | Autochtone                  | Aire de répartition du Chevalier jaune      | [ 28 ]              | Chevalier jaune        |
| Couette Carpiodes cyprinus (Lesueur, 1817)               | Autochtone                  | Aire de répartition de la Couette           | [ 29 ]              | Couette                |

#### Famille:Cyprinidés
| Nom vulgaire, nom binominal et citation d'auteurs                                       | Origine et statut au Québec           | Aire de répartition                                | Statut UICN mondial | Image                   |
| --------------------------------------------------------------------------------------- | ------------------------------------- | -------------------------------------------------- | ------------------- | ----------------------- |
| Carassin doré Carassius auratus (Linnaeus, 1758)                                        | Allochtone (Introduit),               | Illustration manquante                             | [ 30 ]              | Carassin doré           |
| Carpe commune Cyprinus carpio Linnaeus, 1758                                            | Allochtone (Introduit)                | Illustration manquante                             | [ 31 ]              | Carpe commune           |
| Méné ventre rouge Chrosomus eos Cope, 1861                                              | Autochtone                            | Aire de répartition du Méné à ventre rouge         | [ 32 ]              | Méné ventre rouge       |
| Méné ventre citron Chrosomus neogaeus (Cope, 1867)                                      | Autochtone                            | Aire de répartition du Menée ventre citron         | [ 33 ]              | Méné ventre citron      |
| Mulet de lac Couesius plumbeus (Agassiz, 1850)                                          | Autochtone                            | Aire de répartition du Mulet de lac                | [ 34 ]              | Mulet de lac            |
| Méné bleu Cyprinella spiloptera (Cope, 1867)                                            | Autochtone                            | Aire de répartition du Méné bleu                   | [ 35 ]              | Illustration manquante  |
| Méné bec-de-lièvre Exoglossum maxillingua (Lesueur, 1817)                               | Autochtone                            | Aire de répartition du Méné bec-de-lièvre          | [ 36 ]              | Méné bec-de-lièvre      |
| Méné laiton Hybognathus hankinsoni Hubbs in Jordan, 1929                                | Autochtone                            | Aire de répartition du Méné laiton                 | [ 37 ]              | Illustration manquante  |
| Méné d'argent Hybognathus regius Girard, 1856                                           | Autochtone                            | Aire de répartition du Méné d'argent               | [ 38 ]              | Méné d'argent           |
| Méné à nageoires rouges Luxilus cornutus (Mitchill, 1817)                               | Autochtone                            | Aire de répartition du Méné à nageoires rouges     | [ 39 ]              | Méné à nageoires rouges |
| Mulet perlé du Nord Margariscus nachtriebi (Cox, 1896)                                  | Autochtone,                           | Aire de répartition du Mulet perlé du Nord         | [ 42 ]              | Illustration manquante  |
| Mulet perlé des Alleghenies Margariscus margarita (Cope, 1867)                          | Autochtone                            | Aire de répartition du Mulet perlé des Alleghenies | [ 42 ]              | Mulet perlé             |
| Méné jaune Notemigonus crysoleucas (Mitchill, 1814)                                     | Autochtone                            | Aire de répartition du Méné jaune                  | [ 43 ]              | Méné jaune              |
| Méné émeraude Notropis atherinoides Rafinesque, 1818                                    | Autochtone                            | Aire de répartition du Méné émeraude               | [ 44 ]              | Méné émeraude           |
| Méné d'herbe Notropis bifrenatus (Cope, 1867)                                           | Autochtone                            | Aire de répartition du Méné d'herbe                | [ 45 ]              | Méné d'herbe            |
| Méné à menton noir Notropis heterodon (Cope, 1865)                                      | Autochtone                            | Aire de répartition du Méné à menton noir          | [ 46 ]              | Illustration manquante  |
| Méné à museau noir Notropis heterolepis Eigenmann & Eigenmann, 1893                     | Autochtone                            | Aire de répartition du Méné à museau noir          | [ 47 ]              | Méné à museau noir      |
| Méné à tache noire Notropis hudsonius (Clinton, 1824)                                   | Autochtone                            | Aire de répartition du Méné à tache noire          | [ 48 ]              | Méné à tache noire      |
| Méné à tête rose Notropis rubellus (Agassiz, 1850)                                      | Autochtone                            | Aire de répartition du Méné à tête rose            | [ 49 ]              | Méné à tête rose        |
| Méné paille Notropis stramineus (Cope, 1865)                                            | Autochtone                            | Aire de répartition du Méné paille                 | [ 50 ]              | Méné paille             |
| Méné pâle Notropis volucellus (Cope, 1865)                                              | Autochtone                            | Aire de répartition du Méné pâle                   | [ 51 ]              | Méné pâle               |
| Méné à museau arrondi (Ventre-pourri) Pimephales notatus (Rafinesque, 1820)             | Autochtone                            | Aire de répartition du Ventre-pourri               | [ 53 ]              | Ventre-pourri           |
| Méné à grosse tête (Tête de boule) Pimephales promelas Rafinesque, 1820                 | Autochtone                            | Aire de répartition du Tête de boule               | [ 54 ]              | Tête de boule           |
| Naseux noir de l'Est Rhinichthys atratulus (Hermann, 1804)                              | Autochtone                            | Aire de répartition du Naseux noir de l'Est        | [ 55 ]              | Naseux noir de l'Est    |
| Naseux des rapides Rhinichthys cataractae (Valenciennes in Cuvier & Valenciennes, 1842) | Autochtone                            | Aire de répartition du Naseux des rapides          | [ 56 ]              | Naseux des rapides      |
| Mulet à cornes Semotilus atromaculatus (Mitchill, 1818)                                 | Autochtone                            | Aire de répartition du Mulet à cornes              | [ 57 ]              | Mulet à cornes          |
| Ouitouche Semotilus corporalis (Mitchill, 1817)                                         | Autochtone                            | Aire de répartition du Ouitouche                   | [ 58 ]              | Ouitouche               |
| Carpe des roseaux Ctenopharyngodon idella (Valenciennes, 1844)                          | Allochtone (Peut-être non acclimaté), | Illustration manquante                             | (NE)                | Amour blanc             |
| Tanche Tinca tinca (Linnaeus, 1758)                                                     | Allochtone (Introduit)                | Illustration manquante                             | [ 61 ]              | Tanche                  |
| Gardon rouge (Rotengle) Scardinius erythrophthalmus (Linnaeus, 1758)                    | Allochtone (Introduit)                | Illustration manquante                             | [ 63 ]              | Rotengle                |

### Ordre:Siluriformes

#### Famille:Ictaluridés
| Nom vulgaire, nom binominal et citation d'auteurs        | Origine et statut au Québec | Aire de répartition                                        | Statut UICN mondial | Image                |
| -------------------------------------------------------- | --------------------------- | ---------------------------------------------------------- | ------------------- | -------------------- |
| Barbotte jaune Ameiurus natalis (Lesueur, 1819)          | Autochtone                  | Aire de répartition de la Barbotte jaune                   | [ 64 ]              | Barbotte jaune       |
| Barbotte noire Ameiurus melas (Rafinesque, 1820)         | Autochtone                  | Aire de répartition nord-américaine du Poisson-chat commun | (LC)                | Poisson-chat commun  |
| Barbotte brune Ameiurus nebulosus (Lesueur, 1819)        | Autochtone                  | Aire de répartition de la Barbotte brune                   | [ 66 ]              | Barbotte brune       |
| Barbue de rivière Ictalurus punctatus (Rafinesque, 1818) | Autochtone                  | Aire de répartition du Barbue de rivière                   | [ 67 ]              | Barbue de rivière    |
| Chat-fou des rapides Noturus flavus Rafinesque, 1818     | Autochtone                  | Aire de répartition du Chat-fou des rapides                | [ 68 ]              | Chat-fou des rapides |
| Chat-fou brun Noturus gyrinus (Mitchill, 1817)           | Autochtone                  | Aire de répartition du Chat-fou brun                       | [ 69 ]              | Chat-fou brun        |
| Chat-fou liséré Noturus insignis (Richardson, 1836)      | Autochtone                  | Aire de répartition du Chat-fou liséré                     | [ 71 ]              | Chat-fou liséré      |

### Ordre:Ésociformes

#### Famille:Ésocidés
| Nom vulgaire, nom binominal et citation d'auteurs | Origine et statut au Québec | Aire de répartition                       | Statut UICN mondial | Image              |
| ------------------------------------------------- | --------------------------- | ----------------------------------------- | ------------------- | ------------------ |
| Brochet d'Amérique Esox americanus Gmelin, 1789   | Autochtone                  | Aire de répartition du Brochet d'Amérique | [ 72 ]              | Brochet d'Amérique |
| Grand Brochet Esox lucius Linnaeus, 1758          | Autochtone                  | Aire de répartition du Grand Brochet      | [ 73 ]              | Grand Brochet      |
| Maskinongé Esox masquinongy Mitchill, 1824        | Autochtone                  | Aire de répartition du Maskinongé         | [ 74 ]              | Maskinongé         |
| Brochet maillé Esox niger Lesueur, 1818           | Autochtone                  | Aire de répartition du Brochet maillé     | [ 75 ]              | Brochet maillé     |

#### Famille:Umbridés
| Nom vulgaire, nom binominal et citation d'auteurs | Origine et statut au Québec | Aire de répartition                    | Statut UICN mondial | Image         |
| ------------------------------------------------- | --------------------------- | -------------------------------------- | ------------------- | ------------- |
| Umbre de vase Umbra limi (Kirtland, 1841)         | Autochtone                  | Aire de répartition de l'Umbre de vase | [ 76 ]              | Umbre de vase |

### Ordre:Salmoniformes

#### Famille:Salmonidés
| Nom vulgaire, nom binominal et citation d'auteurs                 | Origine et statut au Québec | Aire de répartition                                  | Statut UICN mondial | Image              |
| ----------------------------------------------------------------- | --------------------------- | ---------------------------------------------------- | ------------------- | ------------------ |
| Cisco de lac Coregonus artedi Lesueur, 1818                       | Autochtone                  | Aire de répartition du Cisco de lac                  | [ 77 ]              | Cisco de lac       |
| Grand Corégone Coregonus clupeaformis (Mitchill, 1818)            | Autochtone                  | Aire de répartition du Grand Corégone                | (NE)                | Grand Corégone     |
| Ménomini rond Prosopium cylindraceum (Pennant, 1784)              | Autochtone                  | Aire de répartition nord-américaine du Ménomini rond | (NE)                | Ménomini rond      |
| Truite fardée Oncorhynchus clarkii (Richardson, 1836)             | Allochtone (Introduit)      | Aire de répartition de la Truite fardée              | (NE)                | Truite fardée      |
| Saumon coho Oncorhynchus kisutch (Walbaum, 1792)                  | Allochtone (Introduit)      | Illustration manquante                               | (NE)                | Saumon coho        |
| Truite arc-en-ciel Oncorhynchus mykiss (Walbaum, 1792)            | Allochtone (Introduit)      | Aire de répartition de la Truite arc-en-ciel         | (NE)                | Truite arc-en-ciel |
| Saumon rouge Oncorhynchus nerka (Walbaum in Artedi, 1792)         | Allochtone (Introduit)      | Illustration manquante                               | [ 78 ]              | Saumon rouge       |
| Saumon chinook Oncorhynchus tshawytscha (Walbaum in Artedi, 1792) | Allochtone (Introduit)      | Aire de répartition du Saumon chinook                | (NE)                | Saumon chinook     |
| Saumon atlantique Salmo salar Linnaeus, 1758                      | Autochtone                  | Aire de répartition du Saumon atlantique             | [ 79 ]              | Saumon atlantique  |
| Truite commune Salmo trutta Linnaeus, 1758                        | Allochtone (Introduit)      | Illustration manquante                               | [ 80 ]              | Truite commune     |
| Omble chevalier Salvelinus alpinus (Linnaeus, 1758)               | Autochtone                  | Aire de répartition de l'Omble chevalier             | [ 81 ]              | Omble chevalier    |
| Omble de fontaine Salvelinus fontinalis (Mitchill, 1814)          | Autochtone                  | Illustration manquante                               | (NE)                | Omble de fontaine  |
| Touladi (Truite grise) Salvelinus namaycush (Walbaum, 1792)       | Autochtone                  | Illustration manquante                               | (NE)                | Cristivomer        |

### Ordre:Osmériformes

#### Famille:Osméridés
| Nom vulgaire, nom binominal et citation d'auteurs   | Origine et statut au Québec | Aire de répartition                          | Statut UICN mondial | Image                  |
| --------------------------------------------------- | --------------------------- | -------------------------------------------- | ------------------- | ---------------------- |
| Éperlan arc-en-ciel Osmerus mordax (Mitchill, 1814) | Autochtone                  | Aire de répartition de l'Éperlan arc-en-ciel | [ 82 ]              | Éperlan arc-en-ciel    |
| Éperlan nain Osmerus spectrum Cope, 1870            | Autochtone                  | Illustration manquante                       | (NE)                | Illustration manquante |

### Ordre:Gadiformes

#### Famille:Gadidés
| Nom vulgaire, nom binominal et citation d'auteurs     | Origine et statut au Québec | Aire de répartition    | Statut UICN mondial | Image               |
| ----------------------------------------------------- | --------------------------- | ---------------------- | ------------------- | ------------------- |
| Poulamon atlantique Microgadus tomcod (Walbaum, 1792) | Autochtone                  | Illustration manquante | [ 84 ]              | Poulamon atlantique |

#### Famille:Lotidés
| Nom vulgaire, nom binominal et citation d'auteurs | Origine et statut au Québec | Aire de répartition                             | Statut UICN mondial | Image |
| ------------------------------------------------- | --------------------------- | ----------------------------------------------- | ------------------- | ----- |
| Lotte Lota lota (Linnaeus, 1758)                  | Autochtone                  | Aire de répartition nord-américaine de la Lotte | [ 85 ]              | Lote  |

### Ordre:Percopsiformes

#### Famille:Percopsidés
| Nom vulgaire, nom binominal et citation d'auteurs | Origine et statut au Québec | Aire de répartition             | Statut UICN mondial | Image  |
| ------------------------------------------------- | --------------------------- | ------------------------------- | ------------------- | ------ |
| Omisco Percopsis omiscomaycus (Walbaum, 1792)     | Autochtone                  | Aire de répartition de l'Omisco | [ 86 ]              | Omisco |

### Ordre:Athériniformes

#### Famille:Athérinopsidés
| Nom vulgaire, nom binominal et citation d'auteurs | Origine et statut au Québec | Aire de répartition                    | Statut UICN mondial | Image           |
| ------------------------------------------------- | --------------------------- | -------------------------------------- | ------------------- | --------------- |
| Crayon d'argent Labidesthes sicculus (Cope, 1865) | Autochtone                  | Aire de répartition du Crayon d'argent | [ 87 ]              | Crayon d'argent |

### Ordre:Cyprinodontiformes

#### Famille:Fundulidés
| Nom vulgaire, nom binominal et citation d'auteurs | Origine et statut au Québec | Aire de répartition                  | Statut UICN mondial | Image         |
| ------------------------------------------------- | --------------------------- | ------------------------------------ | ------------------- | ------------- |
| Fondule barré Fundulus diaphanus (Lesueur, 1817)  | Autochtone                  | Aire de répartition du Fondule barré | [ 88 ]              | Fondule barré |
| Choquemort Fundulus heteroclitus (Linnaeus, 1766) | Autochtone                  | Illustration manquante               | [ 89 ]              | Choquemort    |

### Ordre:Gastérostéiformes

#### Famille:Gastérostéidés
| Nom vulgaire, nom binominal et citation d'auteurs             | Origine et statut au Québec | Aire de répartition                               | Statut UICN mondial | Image                    |
| ------------------------------------------------------------- | --------------------------- | ------------------------------------------------- | ------------------- | ------------------------ |
| Épinoche à quatre épines Apeltes quadracus (Mitchill, 1815)   | Autochtone                  | Aire de répartition de l'Épinoche à quatre épines | [ 90 ]              | Épinoche à quatre épines |
| Épinoche à cinq épines Culaea inconstans (Kirtland, 1840)     | Autochtone                  | Aire de répartition de l'Épinoche à cinq épines   | [ 91 ]              | Épinoche à cinq épines   |
| Épinoche à trois épines Gasterosteus aculeatus Linnaeus, 1758 | Autochtone                  | Aire de répartition de l'Épinoche à trois épines  | [ 92 ]              | Épinoche                 |
| Épinochette Pungitius pungitius (Linnaeus, 1758)              | Autochtone                  | Aire de répartition de l'Épinochette              | [ 93 ]              | Épinochette              |

### Ordre:Scorpæniformes

#### Famille:Cottidés
| Nom vulgaire, nom binominal et citation d'auteurs            | Origine et statut au Québec | Aire de répartition                         | Statut UICN mondial | Image                |
| ------------------------------------------------------------ | --------------------------- | ------------------------------------------- | ------------------- | -------------------- |
| Chabot tacheté Cottus bairdii Girard, 1850                   | Autochtone                  | Aire de répartition du Chabot tacheté       | [ 94 ]              | Chabot tacheté       |
| Chabot visqueux Cottus cognatus Richardson, 1836             | Autochtone                  | Aire de répartition du Chabot visqueux      | [ 95 ]              | Chabot visqueux      |
| Chabot à tête plate Cottus ricei (Nelson, 1876)              | Autochtone                  | Aire de répartition du Chabot à tête plate  | [ 96 ]              | Chabot à tête plate  |
| Chabot de profondeur Myoxocephalus thompsonii (Girard, 1851) | Autochtone                  | Aire de répartition du Chabot de profondeur | [ 97 ]              | Chabot de profondeur |

### Ordre:Perciformes

#### Famille:Gobiidés
| Nom vulgaire, nom binominal et citation d'auteurs           | Origine et statut au Québec | Aire de répartition                          | Statut UICN mondial | Image                 |
| ----------------------------------------------------------- | --------------------------- | -------------------------------------------- | ------------------- | --------------------- |
| Gobie à taches noires Neogobius melanostomus (Pallas, 1814) | Allochtone                  | Aire de répartition du Gobie à taches noires | [ 98 ]              | Gobie à taches noires |

#### Famille:Centrarchidés
| Nom vulgaire, nom binominal et citation d'auteurs                              | Origine et statut au Québec | Aire de répartition                                  | Statut UICN mondial | Image                     |
| ------------------------------------------------------------------------------ | --------------------------- | ---------------------------------------------------- | ------------------- | ------------------------- |
| Crapet de roche Ambloplites rupestris (Rafinesque, 1817)                       | Autochtone                  | Aire de répartition du Crapet de roche               | [ 99 ]              | Crapet de roche           |
| Crapet vert Lepomis cyanellus Rafinesque, 1819                                 | Allochtone (Introduit)      | Aire de répartition du Crapet vert                   | [ 100 ]             | Crapet vert               |
| Crapet-soleil Lepomis gibbosus (Linnaeus, 1758)                                | Autochtone                  | Aire de répartition nord-américaine du Crapet-soleil | [ 101 ]             | Crapet-soleil             |
| Crapet arlequin Lepomis macrochirus Rafinesque, 1819                           | Autochtone                  | Aire de répartition du Crapet arlequin               | [ 102 ]             | Crapet arlequin           |
| Crapet du Nord Lepomis peltastes (Cope, 1870)                                  | Autochtone                  | Aire de répartition du Crapet du Nord                | [ 103 ]             | Crapet à longues oreilles |
| Achigan à petite bouche Micropterus dolomieu Lacépède, 1802                    | Autochtone                  | Aire de répartition de l'Achigan à petite bouche     | [ 104 ]             | Achigan à petite bouche   |
| Achigan à grande bouche Micropterus salmoides (Lacépède, 1802)                 | Autochtone                  | Aire de répartition de l'Achigan à grande bouche     | [ 105 ]             | Achigan à grande bouche   |
| Marigane noire Pomoxis nigromaculatus (Lesueur in Cuvier & Valenciennes, 1829) | Autochtone                  | Aire de répartition du Marigane noire                | [ 106 ]             | Marigane noire            |

#### Famille:Moronidés
| Nom vulgaire, nom binominal et citation d'auteurs | Origine et statut au Québec | Aire de répartition                      | Statut UICN mondial | Image     |
| ------------------------------------------------- | --------------------------- | ---------------------------------------- | ------------------- | --------- |
| Baret Morone americana (Gmelin, 1789)             | Autochtone                  | Aire de répartition du Baret             | [ 107 ]             | Baret     |
| Bar blanc Morone chrysops (Rafinesque, 1820)      | Autochtone                  | Aire de répartition du Bar blanc         | [ 108 ]             | Bar blanc |
| Bar rayé Morone saxatilis (Walbaum, 1792)         | Autochtone                  | Aire de répartition indigène du Bar rayé | [ 109 ]             | Bar rayé  |

#### Famille:Percidés
| Nom vulgaire, nom binominal et citation d'auteurs       | Origine et statut au Québec | Aire de répartition                         | Statut UICN mondial | Image                |
| ------------------------------------------------------- | --------------------------- | ------------------------------------------- | ------------------- | -------------------- |
| Dard de sable Ammocrypta pellucida (Putnam, 1863)       | Autochtone                  | Aire de répartition du Dard de sable        | [ 110 ]             | Dard de sable        |
| Dard arc-en-ciel Etheostoma caeruleum Storer, 1845      | Autochtone                  | Aire de répartition du Dard arc-en-ciel     | [ 111 ]             | Dard arc-en-ciel     |
| Dard à ventre jaune Etheostoma exile (Girard, 1859)     | Autochtone                  | Aire de répartition du Dard à ventre jaune  | [ 112 ]             | Dard à ventre jaune  |
| Dard barré Etheostoma flabellare Rafinesque, 1819       | Autochtone                  | Aire de répartition du Dard barré           | [ 113 ]             | Dard barré           |
| Raseux-de-terre noir Etheostoma nigrum Rafinesque, 1820 | Autochtone                  | Aire de répartition du Raseux-de-terre noir | [ 114 ]             | Raseux-de-terre noir |
| Raseux-de-terre gris Etheostoma olmstedi Storer, 1842   | Autochtone                  | Aire de répartition du Raseux-de-terre gris | [ 115 ]             | Raseux-de-terre gris |
| Fouille-roche zébré Percina caprodes (Rafinesque, 1818) | Autochtone                  | Aire de répartition du Fouille-roche zébré  | [ 116 ]             | Fouille-roche zébré  |
| Fouille-roche gris Percina copelandi (Jordan, 1877)     | Autochtone                  | Aire de répartition du Fouille-roche gris   | [ 117 ]             | Fouille-roche gris   |
| Grémille Gymnocephalus cernuus (Linnaeus, 1758)         | Erratique                   | Aire de répartition du Grémille             | [ 118 ]             | Grémille             |
| Perchaude Perca flavescens (Mitchill, 1814)             | Autochtone                  | Aire de répartition de la Perchaude         | [ 119 ]             | Perchaude            |
| Doré noir Sander canadensis (Griffith & Smith, 1834)    | Autochtone                  | Aire de répartition du Doré noir            | [ 120 ]             | Doré noir            |
| Doré jaune Sander vitreus (Mitchill, 1818)              | Autochtone                  | Aire de répartition du Doré jaune           | [ 121 ]             | Doré jaune           |

#### Famille:Sciænidés
| Nom vulgaire, nom binominal et citation d'auteurs | Origine et statut au Québec | Aire de répartition               | Statut UICN mondial | Image      |
| ------------------------------------------------- | --------------------------- | --------------------------------- | ------------------- | ---------- |
| Malachigan Aplodinotus grunniens Rafinesque, 1819 | Autochtone                  | Aire de répartition du Malachigan | [ 122 ]             | Malachigan |